# Ginástica artística nos Jogos Pan-Americanos de 2019 - Individual geral masculino
A competição do individual geral masculino foi um dos eventos da ginástica artística nos Jogos Pan-Americanos de 2019. Foi disputada no Polideportivo Villa El Salvador nos dias 28 e 29 de julho.

## Calendário
Horário local (UTC-5).
| Data        | Horário | Fase         |
| ----------- | ------- | ------------ |
| 28 de julho | 16:30   | Qualificação |
| 29 de julho | 18:00   | Final        |

## Medalhistas
| Ouro   | BRA Caio Souza     |
| Prata  | BRA Arthur Mariano |
| Bronze | CAN Cory Paterson  |

## Resultados

### Qualificação
| Pos. | Ginasta                    | Solo   | Cavalo com alças | Argolas | Salto sobre a mesa | Barras paralelas | Barra fixa | Total  | Notas |
| ---- | -------------------------- | ------ | ---------------- | ------- | ------------------ | ---------------- | ---------- | ------ | ----- |
| 1    | USA Robert Neff            | 14.050 | 14.100           | 13.000  | 14.250             | 13.900           | 13.050     | 82.350 | Q     |
| 2    | BRA Arthur Mariano         | 13.750 | 12.250           | 13.250  | 14.250             | 14.300           | 14.400     | 82.200 | Q     |
| 3    | CAN René Cournoyer         | 12.550 | 13.800           | 14.000  | 14.500             | 13.500           | 13.550     | 81.900 | Q     |
| 4    | MEX Daniel Corral          | 14.000 | 14.150           | 13.100  | 14.100             | 13.000           | 13.300     | 81.650 | Q     |
| 5    | BRA Caio Souza             | 12.700 | 11.800           | 13.800  | 14.550             | 14.850           | 13.850     | 81.550 | Q     |
| 6    | CAN Cory Paterson          | 13.600 | 13.275           | 13.400  | 14.050             | 13.400           | 13.475     | 81.200 | Q     |
| 7    | MEX Isaac Nuñez            | 12.950 | 11.850           | 12.900  | 13.900             | 14.600           | 13.100     | 79.300 | Q     |
| 8    | COL Carlos Alberto Calvo   | 10.900 | 13.900           | 13.375  | 13.750             | 13.900           | 13.400     | 79.225 | Q     |
| 9    | CAN Justin Karstadt        | 11.550 | 13.900           | 13.350  | 14.100             | 13.900           | 12.150     | 78.950 |       |
| 10   | CUB Randy Lerú             | 13.150 | 11.850           | 13.150  | 14.300             | 13.725           | 12.150     | 78.725 | Q     |
| 11   | BRA Luis Guilherme Porto   | 13.450 | 12.550           | 13.000  | 14.550             | 13.050           | 11.500     | 78.100 |       |
| 12   | USA Brody Malone           | 13.550 | 14.500           | 13.550  | 14.450             | 14.150           | 7.850      | 78.050 | Q     |
| 13   | JAM Reiss Beckford         | 13.600 | 12.050           | 12.950  | 13.600             | 13.150           | 12.600     | 77.950 | Q     |
| 14   | COL Andrés Felipe Martinez | 13.950 | 10.850           | 12.150  | 13.850             | 13.250           | 13.200     | 77.250 | Q     |
| 15   | ARG Santiago Mayol         | 13.150 | 13.300           | 12.850  | 13.900             | 12.200           | 11.650     | 77.050 | Q     |
| 16   | PER Jesus Moreto           | 11.725 | 13.750           | 12.500  | 13.700             | 12.800           | 12.450     | 76.925 | Q     |
| 17   | CUB Rafael Rosendi         | 13.175 | 11.450           | 13.800  | 13.700             | 13.050           | 11.700     | 76.875 | Q     |
| 18   | VEN Adickxon Trejo         | 11.900 | 13.300           | 12.650  | 13.800             | 13.750           | 11.400     | 76.800 | Q     |
| 19   | VEN Jostyn Fuenmayor       | 12.750 | 12.300           | 12.300  | 14.000             | 12.700           | 12.700     | 76.750 | Q     |
| 20   | CHI Joel Alvarez           | 12.700 | 11.100           | 12.800  | 13.400             | 13.5550          | 12.900     | 76.450 | Q     |
| 21   | CUB Ariam Vergara          | 12.050 | 11.350           | 12.300  | 13.550             | 14.500           | 12.600     | 76.350 |       |
| 22   | VEN Junior Amable Rojo     | 12.900 | 12.150           | 12.950  | 14.550             | 12.000           | 11.550     | 76.100 |       |
| 23   | ECU Israel Chiriboga       | 12.450 | 12.500           | 11.650  | 14.100             | 12.300           | 12.950     | 75.950 | Q     |
| 24   | PUR Jose Antonio Lopez     | 11.950 | 11.200           | 13.200  | 14.450             | 12.100           | 12.250     | 75.150 | Q     |
| 25   | ARG Daniel Villafañe       | 12.700 | 10.500           | 13.850  | 14.200             | 11.350           | 11.750     | 74.350 | Q     |
| 26   | PER Daniel Agüero          | 13.650 | 9.925            | 12.100  | 14.350             | 11.700           | 12.550     | 74.275 | Q     |
| 27   | CRC Francisco Acuña        | 11.900 | 10.950           | 12.050  | 13.250             | 12.550           | 11.650     | 72.350 | Q     |
| 28   | CRC Francisco Ulate        | 12.150 | 11.200           | 12.350  | 12.550             | 11.750           | 11.800     | 71.800 | Q     |
| 29   | PUR Andres Josue Perez     | 9.750  | 12.550           | 12.200  | 13.700             | 10.950           | 12.400     | 71.550 | R     |
| 30   | URU Victor Rostagno        | 13.050 | 9.450            | 12.200  | 14.150             | 10.400           | 12.250     | 71.500 | R     |
| 31   | JAM Caleb Fischle Faulk    | 11.450 | 11.050           | 12.900  | 12.900             | 11.100           | 11.550     | 70.950 | R     |
| 32   | TTO Joseph Fox             | 11.800 | 11.300           | 11.600  | 12.950             | 12.600           | 9.450      | 69.700 | R     |
| 33   | ARG Nicolas Cordoba        | 12.300 | 6.900            | 12.350  | 13.100             | 12.900           | 11.500     | 69.050 |       |
| 34   | PER Arian Leon Prado       | 11.550 | 8.100            | 11.650  | 12.900             | 12.250           | 12.200     | 68.650 |       |
| 35   | ESA Fabio Chicas           | 8.500  | 11.650           | 9.500   | 12.250             | 12.200           | 9.850      | 63.950 |       |
| 36   | BOL Gustavo Cumali         | 10.350 | 8.500            | 9.750   | 11.800             | 8.675            | 8.650      | 57.725 |       |

### Final
| Pos.              | Ginasta                    | Solo   | Cavalo com alças | Argolas | Salto sobre a mesa | Barras paralelas | Barra fixa | Total  | Notas |
| ----------------- | -------------------------- | ------ | ---------------- | ------- | ------------------ | ---------------- | ---------- | ------ | ----- |
| Medalha de ouro   | BRA Caio Souza             | 13.600 | 12.950           | 14.250  | 14.600             | 13.700           | 14.400     | 83.500 |       |
| Medalha de prata  | BRA Arthur Mariano         | 14.050 | 12.950           | 13.050  | 14.650             | 13.850           | 14.400     | 82.950 |       |
| Medalha de bronze | CAN Cory Paterson          | 13.650 | 13.050           | 13.350  | 14.050             | 14.350           | 13.750     | 82.200 |       |
| 4                 | CAN René Cournoyer         | 13.350 | 13.300           | 14.025  | 13.900             | 13.850           | 13.650     | 82.075 |       |
| 5                 | USA Brody Malone           | 14.050 | 12.500           | 13.500  | 14.550             | 12.300           | 13.500     | 80.450 |       |
| 6                 | MEX Isaac Nuñez            | 13.100 | 12.500           | 13.000  | 14.100             | 14.200           | 13.350     | 80.250 |       |
| 7                 | USA Robert Neff            | 12.750 | 12.450           | 12.650  | 14.450             | 13.400           | 14.000     | 79.700 |       |
| 8                 | CUB Randy Lerú             | 13.650 | 12.000           | 12.250  | 14.250             | 12.950           | 13.500     | 78.600 |       |
| 9                 | CUB Rafael Rosendi         | 13.250 | 11.200           | 13.200  | 13.700             | 13.250           | 13.650     | 78.250 |       |
| 10                | COL Andrés Felipe Martinez | 13.600 | 11.700           | 12.650  | 13.950             | 13.200           | 13.150     | 78.250 |       |
| 11                | VEN Adickxon Trejo         | 12.400 | 12.750           | 12.200  | 14.050             | 13.250           | 13.150     | 77.800 |       |
| 12                | VEN Jostyn Fuenmayor       | 12.850 | 11.200           | 13.150  | 13.900             | 13.300           | 13.350     | 77.750 |       |
| 13                | PER Jesus Moreto           | 12.900 | 12.450           | 12.925  | 13.450             | 13.500           | 12.450     | 77.675 |       |
| 14                | COL Carlos Alberto Calvo   | 12.500 | 12.400           | 12.850  | 12.350             | 13.350           | 13.250     | 76.700 |       |
| 15                | CHI Joel Gonzalo Álvarez   | 13.150 | 10.750           | 12.000  | 13.950             | 13.000           | 12.900     | 75.750 |       |
| 16                | PER Daniel Agüero          | 13.500 | 12.100           | 10.750  | 14.450             | 12.400           | 12.525     | 75.725 |       |
| 17                | ARG Daniel Villafañe       | 12.500 | 10.350           | 13.900  | 14.400             | 12.900           | 11.600     | 75.650 |       |
| 18                | ECU Israel Chiriboga       | 12.700 | 11.850           | 11.200  | 14.150             | 12.600           | 12.850     | 75.350 |       |
| 19                | ARG Santiago Mayol         | 13.200 | 12.500           | 11.450  | 13.950             | 11.350           | 12.675     | 75.125 |       |
| 20                | PUR Andres Josue Perez     | 13.000 | 10.100           | 11.850  | 13.900             | 11.300           | 12.800     | 72.950 |       |
| 21                | PUR Jose Antonio Lopez     | 13.350 | 9.650            | 10.900  | 13.300             | 13.050           | 12.550     | 72.800 |       |
| 22                | JAM Reiss Beckford         | 11.700 | 10.650           | 13.300  | 13.800             | 13.200           | 9.900      | 72.550 |       |
| 23                | CRC Francisco Acuña        | 11.000 | 10.200           | 12.100  | 13.350             | 12.450           | 11.500     | 70.600 |       |
| 24                | CRC Francisco Ulate        | 11.850 | 10.050           | 11.350  | 12.700             | 11.600           | 12.500     | 70.050 |       |